# Хаффман, Элейна
Элейна Хаффман (англ. Alaina Huffman, род. 17 апреля 1980, Ванкувер) — канадская актриса, известная по роли Тамары Йохансен в телесериале Звёздные врата: Вселенная. Актриса также известна как Элейна Каланж (англ. Alaina Kalanj, её имя при рождении).

## Биография
Хаффман родилась в Ванкувере, Британская Колумбия, Канада. Кроме того, она жила недалеко от Оттавы, где она училась в Goulbourn Middle School. В 13 лет Хаффман пришла на свой первый кастинг. Несмотря на конкуренцию, ей предложили главную роль.
Когда её отец переехал в Даллас, она получила возможность жить в Соединённых Штатах и поступить в колледж. В конце концов она переехала в Лос-Анджелес, где она стала сниматься ещё чаще.

## Личная жизнь
Элейна замужем за Джоном Генри Хаффманом-четвёртым с 31 декабря 2003 года. У супругов есть четверо детей: сын Элайджа Хаффман (род.30.05.2004), дочери Ханна Хаффман (род.24.05.2006) и Чарли Джейн Хаффман (род.08.12.2009), и ещё один сын — Линкольн Джулиус Хаффман (род.15.12.2011).

## Фильмография
| Год       | Фильм                               | Роль                       |
| --------- | ----------------------------------- | -------------------------- |
| 2001      | Indefinitely                        | Черри                      |
| 2001      | Маятник                             | Терри Вайсс                |
| 2002      | Бухта Доусона                       | Рина                       |
| 2002      | Мошенники                           | Спа-ресепшен               |
| 2003      | Screen Door Jesus                   | Шарон                      |
| 2003      | Still                               | Мэри                       |
| 2003      | Quiet Desperation                   | Хелен Каллоуэй             |
| 2003      | Вернуть из мёртвых                  | Пэйдж Саундерс             |
| 2003      | О. С.                               | Иветта                     |
| 2004      | Night Dawn Day                      | Женщина                    |
| 2004      | With It                             | Девочка из мафии           |
| 2004      | Цена риска                          | Лори Симмс                 |
| 2004      | Медицинское расследование           | Эстелла                    |
| 2005      | Standing Still                      | Мария                      |
| 2006      | Dog Lover’s Symphony                | Сьюзен                     |
| 2007      | Крепкий орешек Джейн                | Морин Бауэрс               |
| 2007      | Морская полиция: Спецотдел          | Дана Арнетт                |
| 2007      | Тайны Смолвиля                      | Дина Лэнс/Чёрная канарейка |
| 2008      | Джек Хантер                         | Лена Халстром              |
| 2008      | C.S.I.: Место преступления Нью-Йорк | Лори Уинстон               |
| 2008      | C.S.I.: Место преступления Майами   | Кассандра Грей             |
| 2008      | Американская сказка                 | Знаменитость #1            |
| 2009      | Broken August                       | Королева Августа           |
| 2009      | Lushes                              | Шарлиз Терон               |
| 2009      | Звёздные врата: Вселенная           | Тамара Йохансен            |
| 2013-2014 | Сверхъестественное                  | Абаддон                    |
| 2023      | Джона                               | Марго                      |
| 2024      | Вальсируя с Брандо                  | Дана                       |